# Lauwersmeer
Le Lauwersmeer est un lac néerlandais créé par l'homme. Le lac est situé dans le nord des Pays-Bas, sur la frontière des provinces de la Frise et de Groningue. La fermeture de la Lauwerszee a eu lieu le 23 mai 1969 avec la construction d'une digue, un système d'écluse a été construit dans un village nouvellement construit appelé Lauwersoog.

## Histoire
Le Lauwersmeer s'est formé en 1280 quand la mer a envahi cette plaine, noyant les villages qui s'y trouvaient.
Après les inondations de 1953 en Zélande, la sécurité ne permettait plus de laisser cet estuaire en l'état. Le Rijkswaterstaat (les Ponts et chaussées néerlandais) avait deux possibilités : le rehaussement des digues autour de la Lauwerszee; c'est-à-dire le renforcement de 32 km de digues, ou la création d'une digue de fermeture de 13 km. La population fit pression et le choix de la digue de fermeture l'emporta, elle se révéla moins chère.

## Aménagement
Après la fermeture, les hauts-fonds n'étaient plus recouverts par l'eau. Les premières années, la plupart de ces anciens hauts-fonds n'ont pas été touchés, de manière qu'une nouvelle nature a pu se développer librement. Le long de l'ancienne côte maritime, les schorres ont été aménagés comme terre agricole. Deux villages ont été construits : Lauwersoog avec son quartier de Robbenoort et le village de villégiature de Suyderoogh, tous les deux situés dans la commune groninguoise de De Marne. La partie nord-est, Marnewaard, a été aménagé en terrain d'entraînement militaire. On y a construit le village factice de Marnehuizen, qui sert comme lieu d'entraînement anti-guérilla. À l'ouest de la route vers Lauwersoog, on a aménagé une grande zone de loisirs autour du Nieuwe Robbengat.
Le centre et l'est du Lauwersmeer ont été laissés à la nature. Cette partie constitue le Parc national Lauwersmeer, créé le 12 novembre 2003.
Une écluse appelée la Robbengatsluis, permet de naviguer entre le lac et la mer des Wadden.
Des écluses de décharge, appelées écluses Cleveringsluis (nl) sont situées à l'ouest de Lauwersoog.

## L'eau du lac
Le lac est séparé de la mer et vidangé à marée basse, il reçoit l'eau de rivières Lauwers, Reitdiep, Dokkumer Ie entre autres, c'est donc un lac d'eau douce. Toutefois l'eau peut être légèrement saumâtre puisqu'à certains moments, de mars à mai pendant la nuit, lorsque la mer et le lac sont au même niveau, les écluses restent ouvertes pour permettre la migration de poissons, notamment d'espèces pouvant vivre en eau de mer et en eau douce.

## Affaissement du terrain
À cause de la production de gaz dans la mer de Wadden, commencée en 2007, il a été constaté un affaissement du sol. Pourtant le conseil d'État (Pays-Bas) a donné son accord.

## Source
- (nl) Cet article est partiellement ou en totalité issu de l’article de Wikipédia en néerlandais intitulé « Lauwersmeer » (voir la liste des auteurs).